# Karl von Bose (Hofmarschall)
Karl Freiherr von Bose (* 1784 in Usingen; † 1844 in Wiesbaden) war nassauischer Hofmarschall und Intendant des Herzoglichen Hoftheaters in Wiesbaden.

## Leben
Karl von Bose schlug zunächst eine militärische Laufbahn ein und kam in die Württembergische Armee, die nach dem Ersten Koalitionskrieg 1798 neu formiert worden war.
1810 trat er in die Nassauische Armee ein und nahm als Hauptmann 1813 auf französischer Seite am Feldzug in Spanien teil. Ende des Jahres wechselte die Armee auf Befehl des Herzogs Friedrich August die Seite und kämpfte mit den Briten gegen Napoleon. In der Schlacht bei Waterloo wurde er als Adjutant des Generals August von Kruse verwundet und ein Jahr später als Flügeladjutant zum Major befördert.
Nachdem er im Januar 1835 zum Hofmarschall und damit zum höchsten Verwaltungsbeamten des Herzogtums Nassau ernannt worden war, wechselte er in das Theaterfach und wurde im Jahr darauf Mitglied der Wiesbadener Theaterkommission, die bis 1839 für die Bühnen in Mainz und Wiesbaden verantwortlich war.
In diesem Jahr wurde er Intendant des Herzoglichen Hoftheaters,  das 1827 eröffnet wurde. Er blieb bis 1844 in dieser Position.
Sein Sohn Friedrich (1822–1890) übernahm von 1857 bis 1868 das Amt des Intendanten.